# 니시키정 (야마구치현)
니시키정(錦町)은 야마구치현 북동부에 있으며, 히로시마현, 시마네현과 인접했던 정이다. 2006년 3월 20일,유정, 구가정, 혼고촌, 슈토정, 미카와정, 미와정과 및 이와쿠니시와 합병해 새로운 이와쿠니시가 되어 소멸하였다.

## 지리
야마구치현에서는 가장 고도가 높은 지역에 있으며 현내 제일의 자구치산이 있다.

## 역사
- 1955년 4월 1일 - 히로세정, 후카스촌, 다카네촌이 합병해 성립하였다.
- 2006년 3월 20일 - 유정, 구가정, 혼고촌, 슈토정, 미카와정, 미와정과 및 이와쿠니시와 합병해 새로운 이와쿠니시가 성립하였다. 동일 니시키정은 폐지되었다.

## 교통

### 철도
- 이와쿠니 철도

### 도로
- 주고쿠 자동차도
- 국도 187호선
- 국도 제434호선 (일본)(일본어판)